# نوک‌دار
نوک‌دار (نام علمی: Trochus) نام یک سرده از تیره حلزون‌های نوک‌دار است.